# Lungarno Torrigiani
Il lungarno Torrigiani è quel tratto della sponda sud dei lungarni fiorentini che va da piazza de' Mozzi (all'antezza del ponte alle Grazie e del lungarno Serristori) a via de' Bardi/piazza di Santa Maria Soprarno. Da questo lungarno si gode una straordinaria vista sugli Uffizi, il Corridoio vasariano e il Ponte Vecchio.

## Storia e descrizione

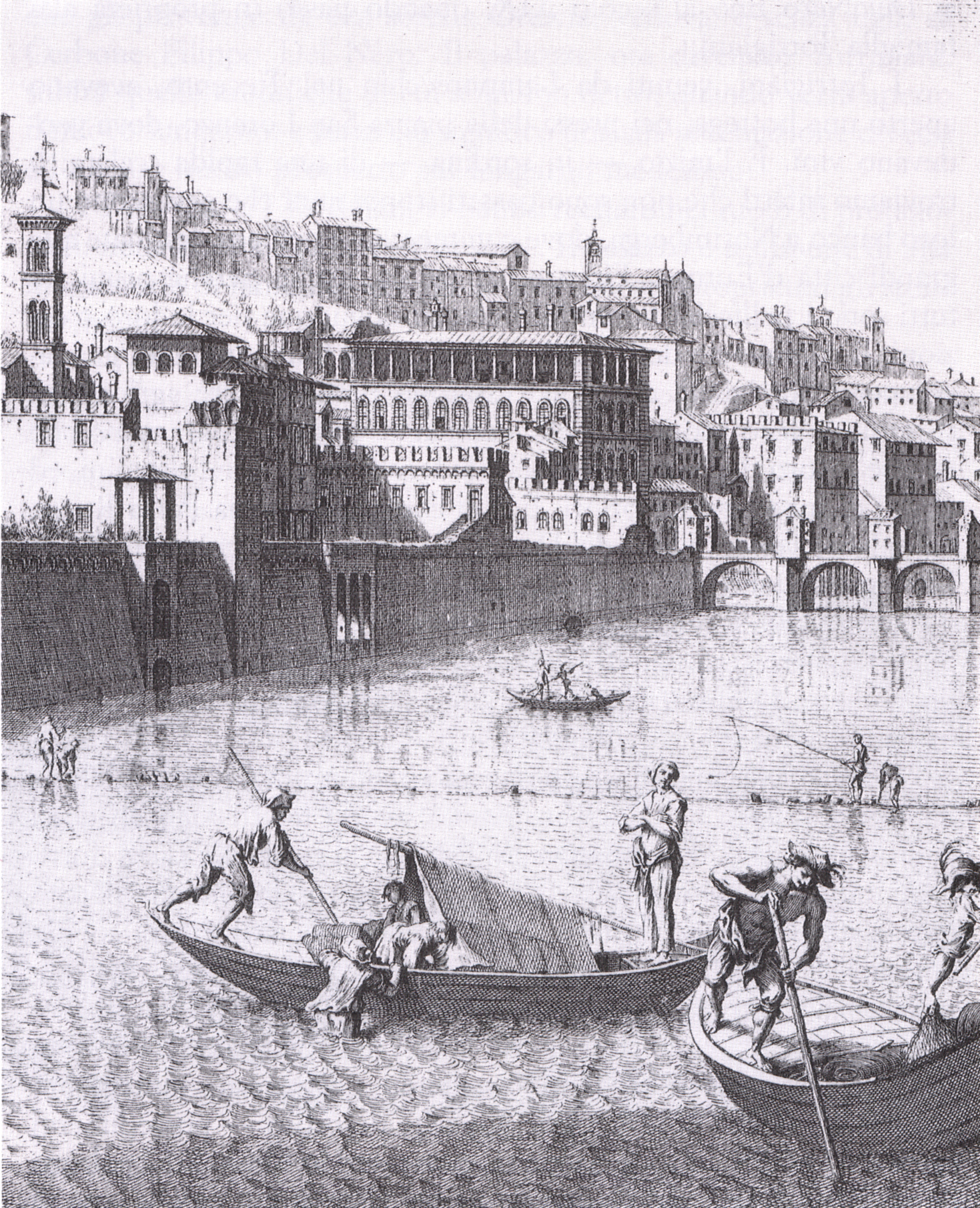
La sponda sud dell'Arno prima della creazione dei Lungarni (dettaglio di un'incisione di Giuseppe Zocchi, 1744)

La denominazione fu deliberata dal consiglio comunale nell'aprile del 1868, non ancora completato il nuovo tracciato, definito solo con i lavori dal 1869 al 1873 sebbene sulla base di un progetto del 1866 dovuto a Luigi Del Sarto e a Raffaele Canevari, a sua volta da leggere nell'ambito del piano di ampliamento della città approntato da Giuseppe Poggi per Firenze Capitale (1865-1871). La titolazione è in riferimento al palazzo della famiglia Torrigiani con il quale questo tratto di lungarno si apre, il palazzo Torrigiani Del Nero. Per realizzare il lungarno vennero demolite ampie porzioni degli edifici prospicienti via de' Bardi e dei relativi giardini interni; a completamento dei lavori molti di quei palazzi ebbero il rovesciamento verso il fiume degli ingressi principali, come fa esempio il palazzo Capponi delle Rovinate, che venne dotato di una nuova facciata sul fiume opera pure dell'architetto Giuseppe Poggi.
Precedentemente la zona iniziale era identificata con la denominazione di Prato Del Nero (Baron Del Nero), in riferimento a un orto di pertinenza delle case di questa famiglia (tra cui il palazzo citato, ereditato dai Torrigiani nel 1808) che si estendeva alle spalle della chiesa di Santa Lucia dei Magnoli. 
Il 25 maggio del 2016 la strada è stata interessata da una estesa voragine provocata (con profondità massima di 3,5 metri) da una erosione sotterranea a sua volta causata dalla rottura di un tubo dell'acquedotto, con conseguenti lavori di rifacimento condotti nello stesso 2016 e quindi completati con un ulteriore cantiere nel 2017. Tali lavori hanno interessato anche la spalletta del fiume, danneggiata per circa 80 metri e consolidata mantenendo lo spostamento di circa tre metri verso il fiume causato dalla voragine stessa. Al termine del cantiene inoltre è stata predisposta un'ampia isola pedonale alla confluenza con via de' Bardi.

## Descrizione
Nell'ambito della viabilità cittadina il lungarno segna, da questo lato della città, per quanto a traffico limitato, l'area di sosta e parcheggio più vicina al centro storico pedonalizzato, per cui è costantemente segnato dalla presenza di veicoli (lato destro) e motoveicoli (lato sinistro) in sosta. 
Oltre al pregio delle facciate ottocentesche che qui si allineano (già prospetti secondari dei nobili palazzi che guardano sull'antica via de' Bardi), il lungarno offre una visione privilegiata sulla fabbrica degli Uffizi e sul Ponte Vecchio. 
Sotto il lungarno corre l'antico canale di scolo detto "fosso dei Mulini", che sbuca qui in Arno tramite una galleria visibile dalla sponda opposta; i mulini si trovavano vicino al palazzo Serristori, e dopo aver convogliato l'acqua d'Arno tramite deviazioni e cateratte, che alimentavano varie attività produttive, la riversavano in questo punto.

### Edifici
| Immagine | N°    | Nome                           | Descrizione |
| -------- | ----- | ------------------------------ | --- |
|          | 1     | Palazzo Torrigiani del Nero    | Dell'erezione del primo nucleo del palazzo documenta Giorgio Vasari che sarebbe da attribuirsi a Baccio d'Agnolo su commissione di Roberto Nasi che, morto nel 1543, la lasciò incompiuta, e che Agostino del Nero comprò nel 1552, portando a termine i lavori su incarico del figlio dell'architetto, Domenico. Il palazzo passò nel 1816 ai Torrigiani, eredi dei Del Nero, che lo ampliarono ulteriormente in larghezza verso piazza de' Mozzi e in altezza sull'Arno. Nel 1872, per la creazione del lungarno, il palazzo perse il giardino e le strutture affacciate direttamente sul fiume. |
|          | s.n.  | Chiesa Evangelica Luterana     | Nel 1899 nacque ufficialmente a Firenze la prima comunità evangelica luterana di lingua tedesca e nel 1901 l'architetto Riccardo Mazzanti progettò la nuova chiesa in un terreno ceduto dai Torrigiani. Sulla facciata della chiesa, che si richiama cromaticamente al romanico veneziano con il bianco della pietra ed il rosso dei mattoni, si apre un protiro di gusto neomedievale, sorretto da due colonne e decorato con archetti ciechi pensili. Al di sopra di esso, presenta un loggiato cieco formato da una pentafora centrale e due bifore laterali; più in alto si trova il rosone circolare. L'interno della chiesa è improntato ad estrema semplicità lineare. |
|          | 25    | Palazzo Capponi delle Rovinate | La parte tergale del grande palazzo storico che si affaccia su via de' Bardi fu ridisegnata da Giuseppe Poggi tra il 1870 e il 1873 in stile neorinascimentale, in concomitanza con la creazione del lungarno. Per conservare l'opportuna illuminazione dei vecchi locali interni, l'architetto realizzò due terrazzi laterali situandoli all'altezza del primo piano. L'intervento ottocentesco comportò necessariamente un drastico ridimensionamento dell'edificio, sacrificando non solo l'orto, le stalle e le scuderie (come accadeva per le altre proprietà della zona), ma una notevole porzione degli ambienti del palazzo, con tagli particolarmente pesanti sul lato verso Ponte Vecchio. Ciò detto permane il giudizio per lo più positivo della critica sull'intervento poggiano, che in questo caso evitò la più facile strada del rifacimento in stile esprimendo il gusto del tempo. Si notino i ferri alle finestre terrene, con terminali rispettivamente a testa e a zampa di cappone, in riferimento alla famiglia dei proprietari. |
|          | 31-33 | Palazzo                        | Il grande edificio sorge in un'area anticamente segnata dalle proprietà della famiglia Bardi e presenta un prospetto organizzato su sei piani per cinque assi, di disegno ottocentesco, legato al cantiere di ristrutturazione e riconfigurazione dell'immobile con ogni evidenza da collocare cronologicamente negli anni immediatamente seguenti l'apertura di questo tratto di lungarno. Sul retro dovrebbe inglobare i resti della torre dei Bardi e di altri palazzetti tra i numeri 42 e 44. L'edificio è stato oggetto di un intervento di recupero e ritinteggiatura del prospetto tra il 2011 e il 2012. Si veda anche a via de' Bardi 44. |
|          | 35    | Palazzo                        | Analogamente al palazzo attiguo, anche questo edificio presenta un prospetto ottocentesco, databile agli anni 1870, di cinque piani su cinque assi, che si ripete però anche sullo sprone dove convergono il lungarno e via de' Bardi (due assi) e in forma semplificata sul retro (altri cinque assi). |

### Giardini pubblici

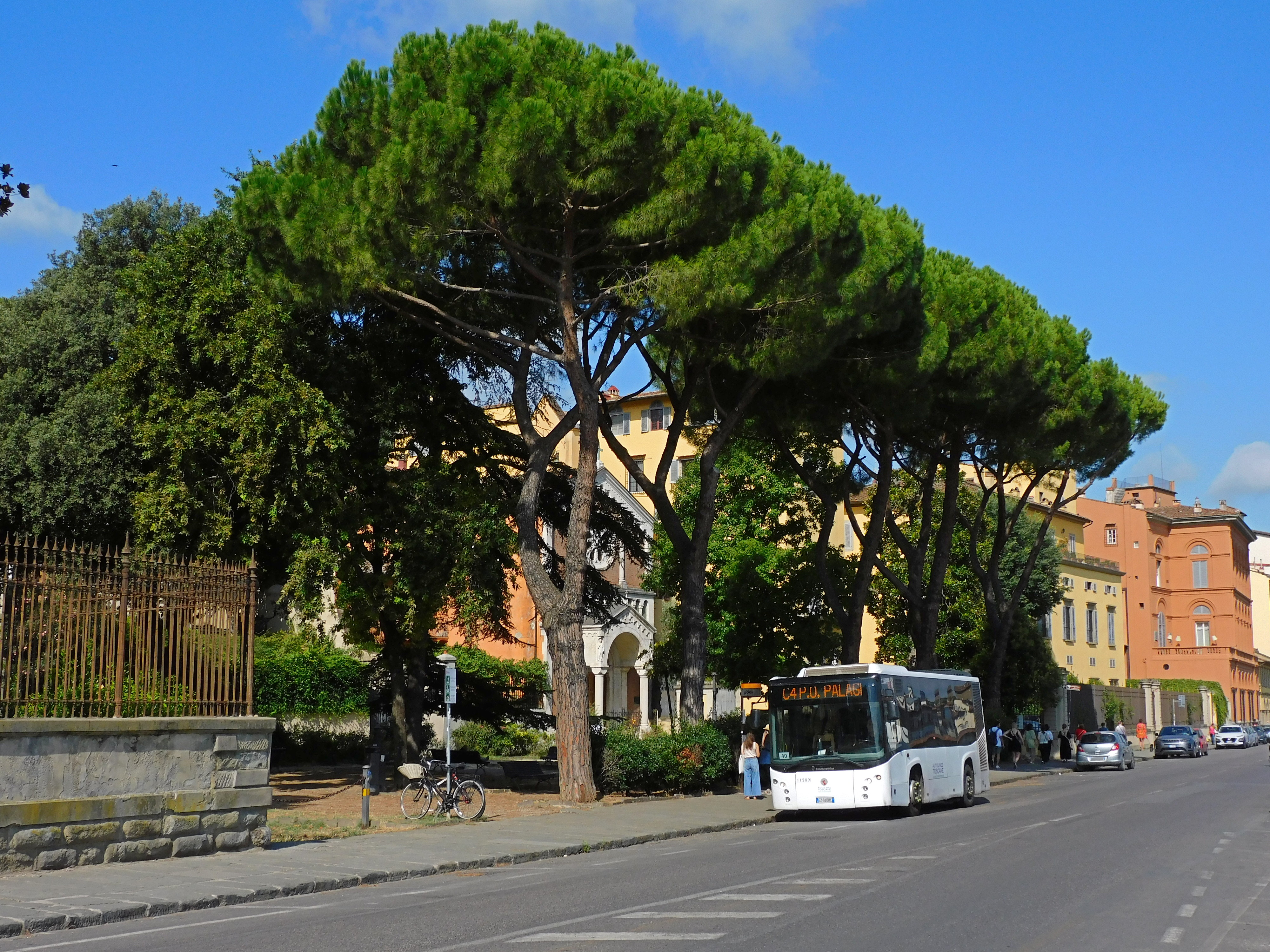
Giardini Martin Lutero

All'inizio del lungarno, nei pressi del palazzo Torrigiani e davanti alla chiesa Evangelica Luterana, si trova un giardino (intitolato in anni recenti a Martin Lutero), sorto sul già citato orto di proprietà Del Nero e poi passato in eredità ai Torrigiani, impiantato originariamente su progetto del giardiniere comunale Attilio Pucci (1871). Dal giardino si intravede il retro della chiesa di Santa Lucia de' Magnoli (si noti lo stemma di Niccolò da Uzzano su una parete vicina al campanile a vela), e vi si affacciano il prospetti tergali di alcune case su via de' Bardi, graziosamente riconfigurati nell'Ottocento con piccoli giardini privati, scalette e cancellate.

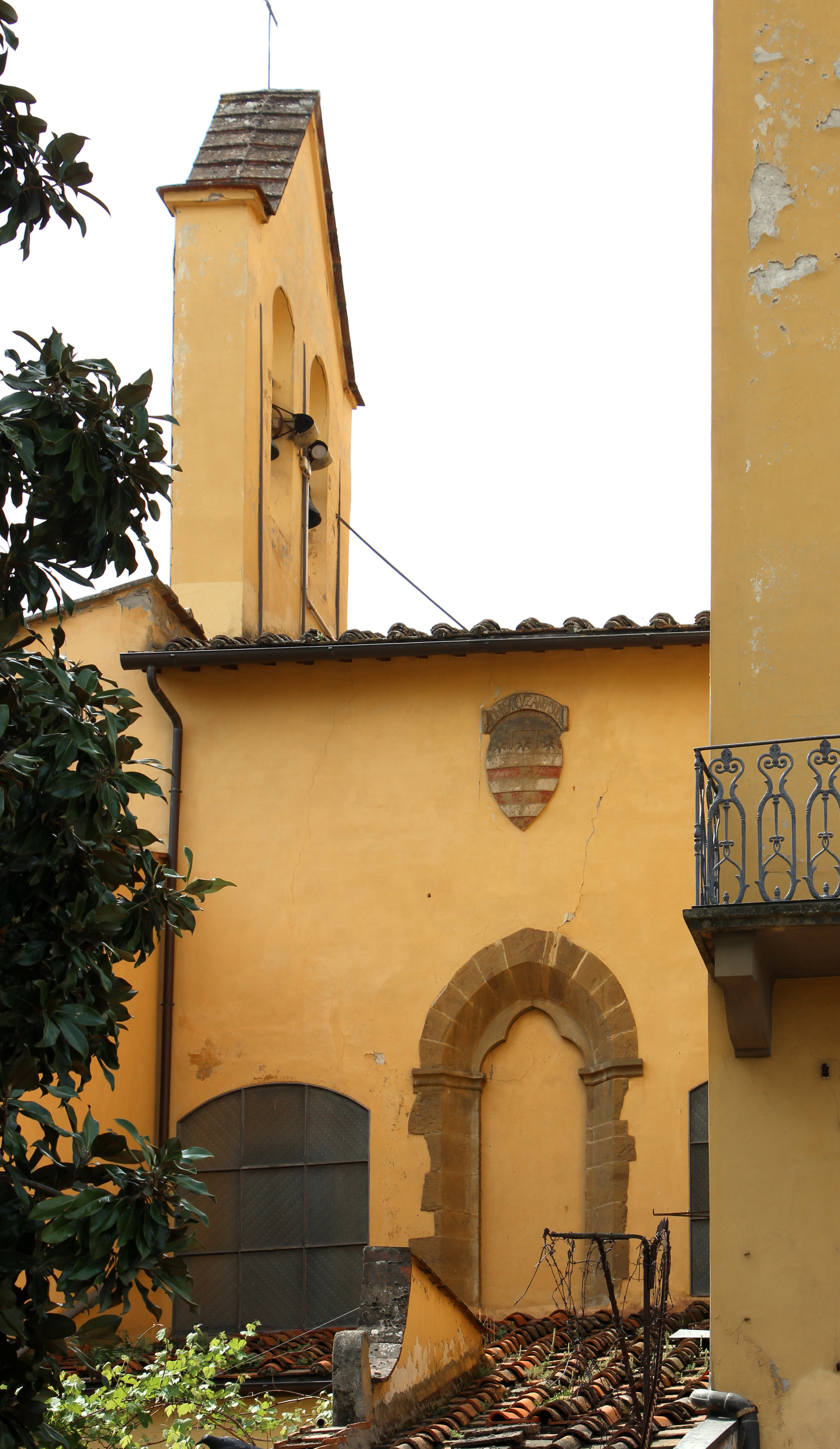
Retro della chiesa di Santa Lucia de' Magnoli vista dal giardino.

### Monumenti

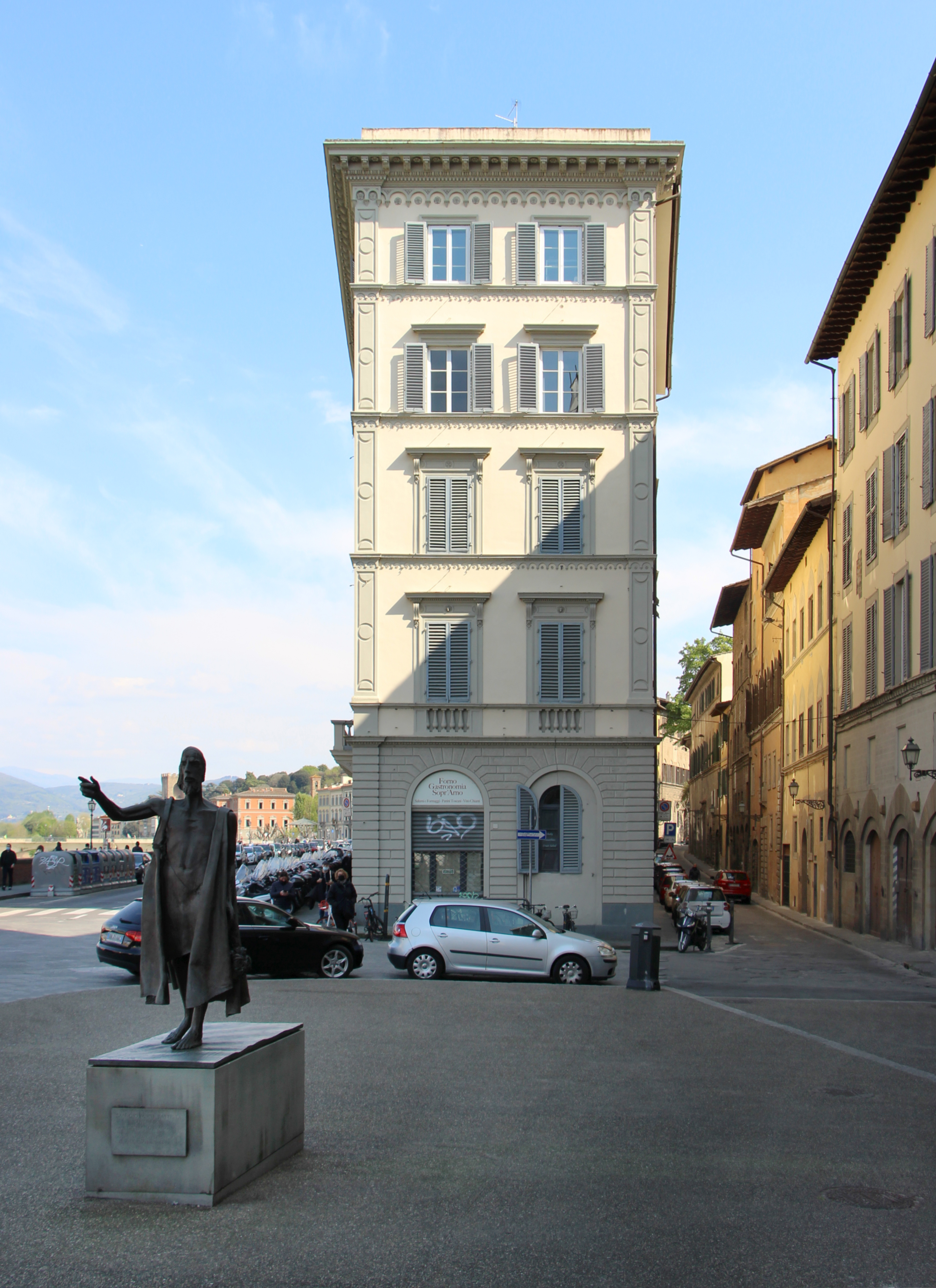
Lo slargo con via de' Bardi

Giunto al suo termine, il lungarno Torrigiani presenta uno slargo a pianta triangolare definito dal confluire in questa zona della via de' Bardi, che quindi prosegue verso Ponte Vecchio. Qui è collocata una statua in bronzo alta col pidistallo circa due metri raffigurante San Giovanni Battista (patrono di Firenze), opera della scultore Giuliano Vangi del 1996, donata alla città dalla Società di San Giovanni Battista con il contributo dell'Ente Cassa di Risparmio di Firenze al termine della mostra dell'artista al Forte Belvedere (1995), con l'occasione dei 200 anni della banca (1796-1996). 
Era stata pensata originariamente dall'artista per essere collocata alla testa di ponte Vecchio, a ricordo della statua del dio Marte portata via dall'alluvione del 1333 e citata da Dante quando ricordò come i Fiorentini avevano preferito al dio della guerra Giovanni Battista, scatenando le ire dell'antico nume che gli avrebbe maledetti condannandoli alle eterne discordie (alla "trista" arte della guerra) (Inf. XIII, 130-151). 
In un primo tempo fu invece scelta come collocazione della statua la piazza dei Cavalleggeri, sebbene trovò posto provvisoriamente nello stesso 1996 in via Magliabechi, a destra della facciata della chiesa di Santa Croce, dove tuttavia venne più volte scambiata per un San Francesco, vuoi per la vicinanza alla basilica francescana di Santa Croce. Fu infine spostata nello slargo del lungarno nel dicembre 2000, da dove venne rimossa nel 2008 per un intervento di manutenzione condotto dallo stesso Vangi, e al termine del lavoro avrebbe dovuto essere, secondo il desiderio espresso dallo stesso artista, sistemata nel piazzale antistante la basilica di San Miniato al Monte. In realtà venne poi qui ricollocata nell'agosto del 2009, con una modifica al basamento per alzare ulteriormente la figura rispetto al piano di calpestio. 
Il san Giovanni Battista, ritratto nel momento della predica nel deserto, è vestito solo di una pelle, ed ha la faccia scarnificata tipica delle figure stilizzate dell'artista; altri dettagli invece, come le mani, i piedi, il corpo che posteriormente si intravede sotto la pelle animale, o il vello della pelle stessa, sono trattati con estremo realismo.

### Lapidi
Presso la Chiesa evangelica luterana si trova una lapide bronzea:
| DEUTSCHE EVANGELISCHE GEMEINDE GEGRÜNDET AM 3. FEBRUAR. 1899 DES HERRN WORT BLEIBET IN EWICKEIT. I. PETR. 1,25 |

La traduzione in italiano è: «Chiesa evangelica tedesca / Fondata il 3 febbraio 1899 / "La parola del Signore rimane in eterno" (Prima lettera di Pietro 1,25)». Sul portale della chiesa stessa si trova anche l'iscrizione «EIN FESTE BURG IST UNSER GOTT» ("Forte rocca è il nostro Dio"), titolo di un celebre inno luterano.
Sul piedistallo del San Giovanni Battista di Giuliano Vangi si legge:
| SAN GIOVANNI BATTISTA OPERA DI GIULIANO VANGI DONATA ALLA CITTÀ DALL'ENTE CASSA DI RISPARMIO DI FIRENZE 1796 - 1996 |

## Note

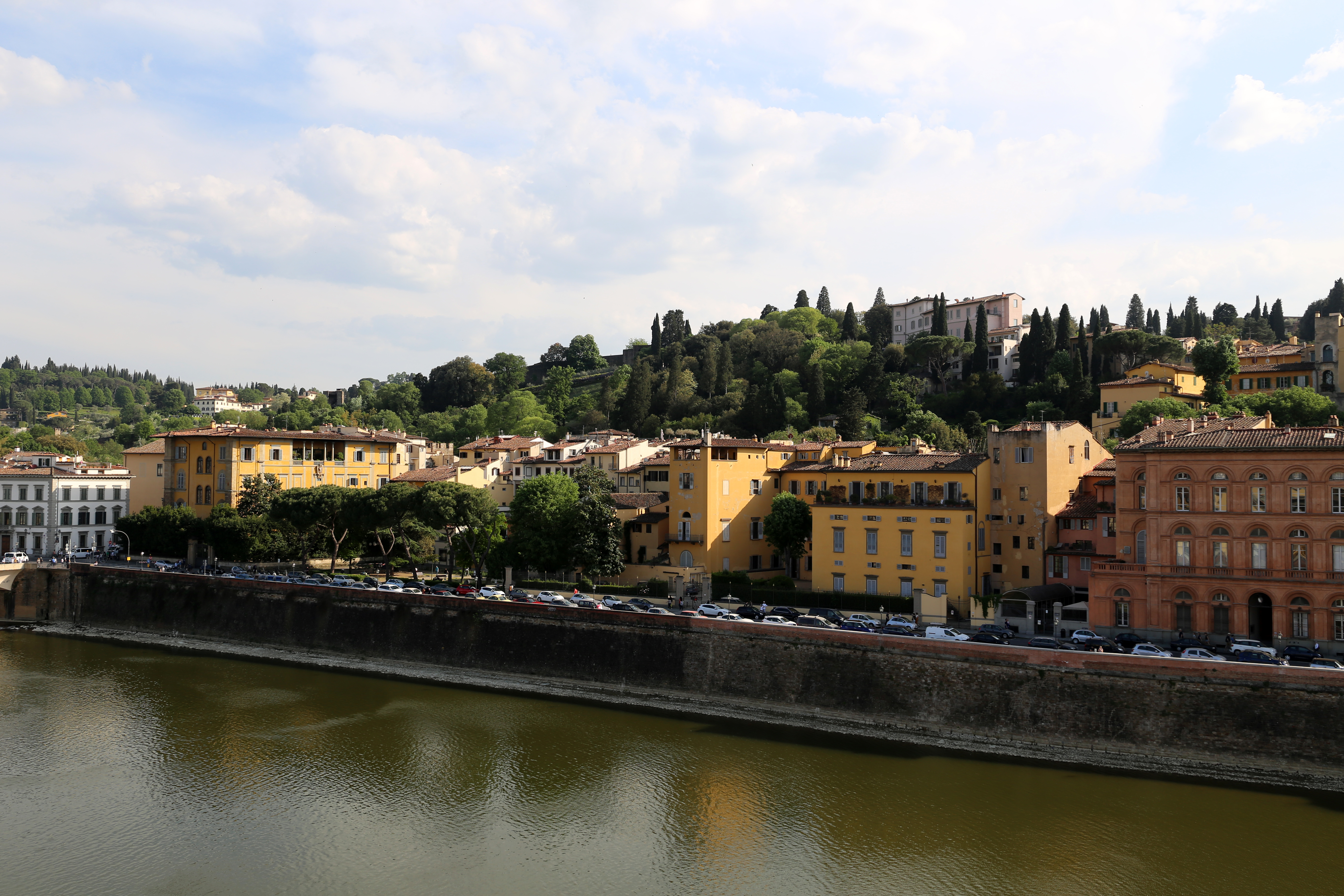
Veduta del lungarno dalla riva opposta